# Mantophryne menziesi
Mantophryne menziesi is een kikker uit de familie smalbekkikkers (Microhylidae). De soort werd voor het eerst wetenschappelijk beschreven door Richard George Zweifel in 1972. Het was lange tijd de enige soort uit het niet langer erkende geslacht geslacht Pherohapsis.
De soort is endemisch in Papoea-Nieuw-Guinea, maar waar de kikker precies voorkomt is niet bekend. De habitat bestaat uit regenwouden, maar ook in plantages en gazons wordt de soort aangetroffen. Het aanpassingsvermogen van Mantophryne menziesi op gecultiveerde landschappen is dus aanzienlijk.
Er is verder niet veel bekend over de kikker, die zich voortplant zonder vrijzwemmend larvestadium, er zijn dus geen kikkervisjes en de larven ontwikkelen zich volledig in het ei.
Aphantophryne · 
Asterophrys · 
Austrochaperina · 
Barygenys · 
Callulops · 
Choerophryne · 
Cophixalus · 
Copiula · 
Gastrophrynoides · 
Genyophryne · 
Hylophorbus · 
Liophryne · 
Mantophryne · 
Metamagnusia · 
Oninia · 
Oreophryne · 
Oxydactyla · 
Paedophryne · 
Pseudocallulops · 
Sphenophryne · 
Xenorhina